# Obelisc de Xantos

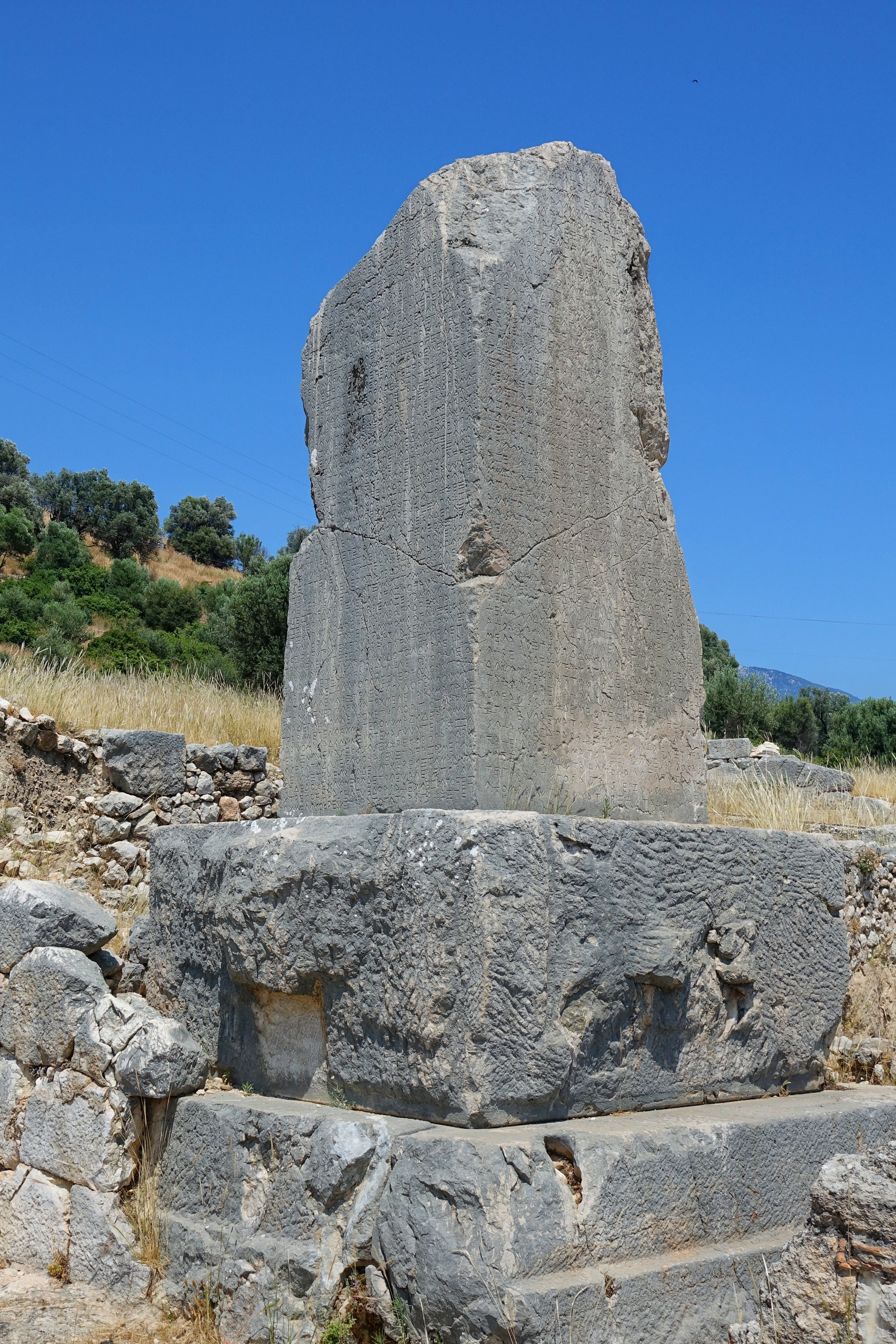
Cara sud i oest de l'obelisc.

L’Obelisc de Xantos —també conegut com a Estela de Xantos o Monument Inscrit de Xantos— és una estela funerària amb la inscripció més llarga conservada en llengua lícia. Forma part d’un monument funerari dedicat a un governant d’una dinastia local de Lícia, datat cap a finals del segle V aC gràcies als relleus de la tomba i a les inscripcions de l’estela.
Actualment, l’estela es conserva in situ a les ruïnes de Xantos, una antiga ciutat de Lícia prop de l’actual Kınık, a Turquia. Altres elements decoratius del monument, com els relleus de la tomba, van ser traslladats al Museu Britànic durant el segle XIX.

## Descobriment i investigació

### Primeres investigacions a Xantos
Les primeres investigacions a Xantos van ser liderades per l’arqueòleg britànic Charles Fellows durant la seva expedició a Lícia l’any 1839. Fellows va explorar Xantos l'any 1838, realitzant un gran nombre de troballes, entre les quals destaca aquest obelisc funerari. En els seus reports i diaris de viatge, Fellows va descriure el monument com cobert quasi completament d’inscripcions. Immediatament, va reconèixer la seva importància històrica i lingüística, encara que no podia llegir el text. Actualment, l’obelisc es troba in situ al mateix lloc on Fellows el va trobar. Fellows va traslladar les troballes més vistoses al Museu Britànic de Londres, que actualment exposa els relleus de la tomba associada a l’obelisc. L'any 1842 va publicar An Account of Discoveries in Lycia, on descriu les seves troballes.

### L’obelisc

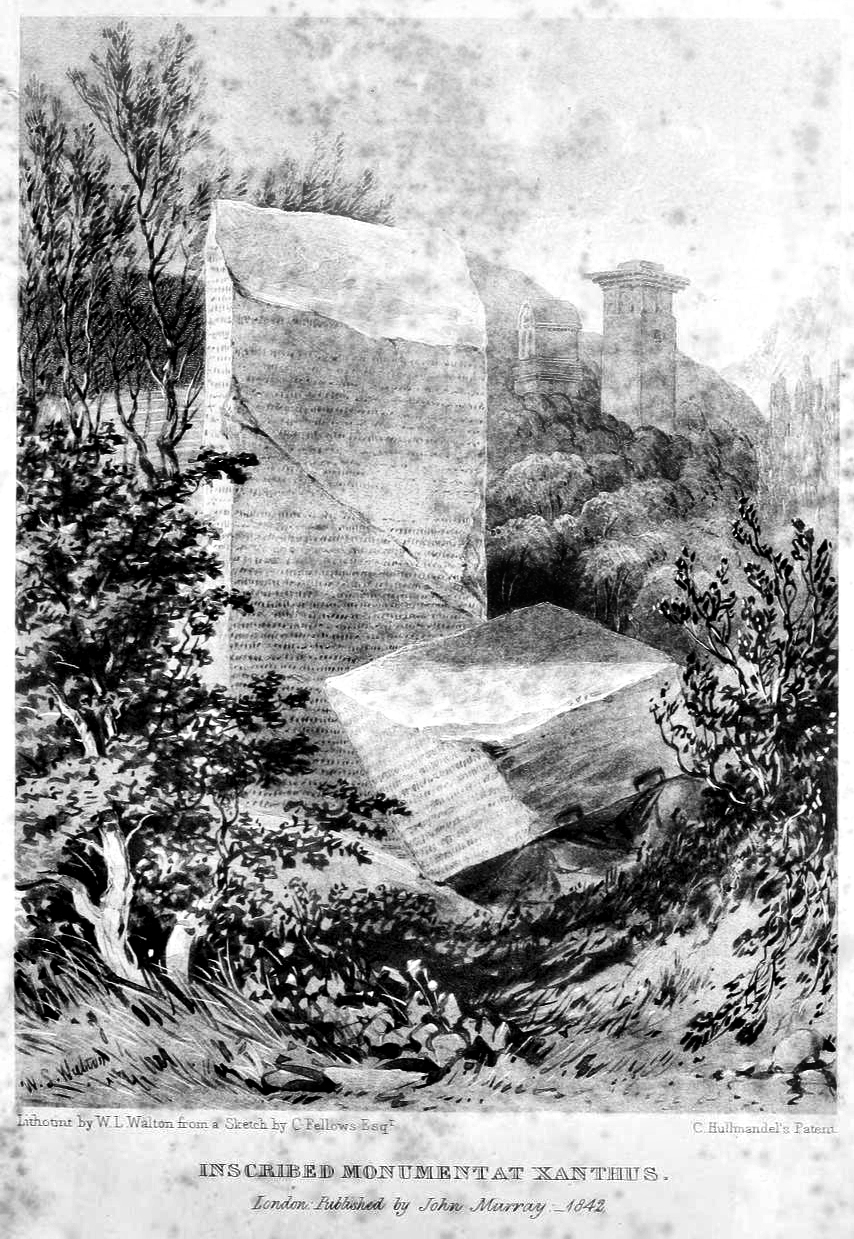
Descoberta de l'obelisc a 1842.

Durant el segon viatge de Fellows, retornant a Xantos més preparat durant el 1840, va portar amb ell un mapa de Francis Beaufort i les indicacions de William Martin Leake, experts en geografia i antiguitats de la regió. Va ser llavors, recorrent les runes de Xantos, que va redescobrir l’obelisc i hi va prestar molta atenció. Quan el va trobar, l’obelisc estava partit. Un terratrèmol havia fet desprendre la part superior, que jeia trencada als seus peus. La base de l’obelisc es mantenia, mig enterrada a terra. Fellows va excavar al voltant de la base per alliberar el monument i documentar-lo millor. L’expert va notar que les inscripcions estaven molt ben tallades, amb textos tant en lici com en grec. Aquest últim idioma, escrit en primera persona, com si fos el mateix obelisc qui parlés. Fellows va prendre impressions de les lletres, probablement utilitzant paper o motlles de cera, ja que moure l’obelisc sencer no era viable en aquell moment pel seu enorme pes.
En la segona meitat del segle XIX, lingüistes com E. L. Hicks i Gustav Hirschfeld van començar a realitzar nombrosos esforços sistemàtics per traduir les inscripcions. Gràcies al coneixement del grec i d’altres llengües anatòliques, van poder començar a entendre part de l’estructura de la llengua lícia. Estudis posteriors han portat més llum sobre la lingüística lícia, però actualment continua sent poc entesa.

## La inscripció

### Llengua

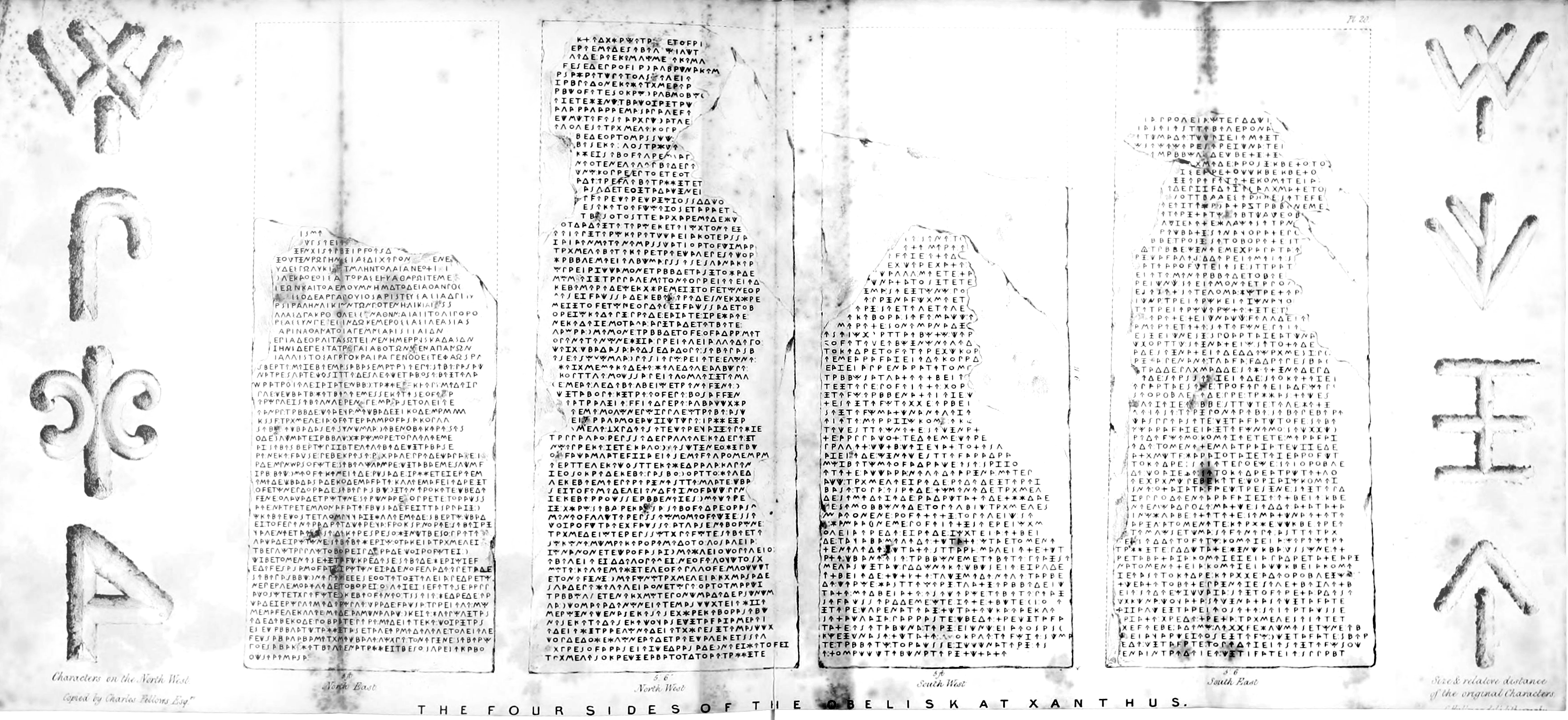
Text de l'obelisc de Xantos.

La inscripció conté el text en idioma lici més llarg que s’ha trobat fins avui. Es tracta d’un trilingüe escrit a més en grec àtic i mili (o lici B). Lamentablement, encara que aquesta secció en grec, la falta d'equivalències entre el text grec i el lici no va ajudar a desxifrar la inscripció. No va ser fins que es va desxifrar l’hitita i es van observar similituds entre aquest i el luvi, pertanyents a la mateixa família anatòlica, que es va poder avançar en l’estudi. El posterior descobriment del trilingüe de Letòon, amb grec i arameu a més de lici, seria la peça clau per la comprensió del lici.
El mili s'entén actualment com una variació del lici; en tot cas, aquesta estela és un dels pocs exemples. S’ha considerat difícil de desxifrar i l'assimilació del text va dependre durant bastant temps dels noms propis.

### Referenciació epigràfica
La inscripció està referenciada com TAM I 44. Tradicionalment, se separa en quatre cares seguint la direcció del text: sud (a), est (b), nord (c) i oest (d), amb les línies numerades. L'orientació més estesa comença pel costat sud, amb el text lici. Aquest té 138 línies, comprenent de a.1 fins c.19, tot i que la part superior està bastant degradada. Descriu diferents fets i atribucions associats a la dinastia i el rei que va encarregar l'estela.
A partir de la línia c.20 fins a la c.31 hi ha un epigrama en grec de 12 línies. Aquesta és la secció millor traduïda, i lloa les victòries militars de l'autor de la inscripció.
Està seguida per la secció en mili: de c.32 a c.65 un poema que tradicionalment s’havia assumit continuava a la cara oest. Schürr assenyala que hi ha un espai de separació, i a la cara oest tenim un altre poema diferent que acaba abruptament en d.71. Igualment, ambdós poemes tracten temes mitològics.

## Discussió històrica
Lamentablement, la comprensió dels licis és molt fragmentària per culpa de la falta de textos, especialment de fonts històriques que hagin tingut contacte directe. Se sap que la cultura lícia estava en contacte amb els grecs i estava bastant hel·lenitzada al segle V aC, la qual cosa explica la secció grega. Lícia va ser conquerida pels aquemènides al segle VI aC, que van implantar una dinastia de Harpàgides a Xantos identificada amb la de la inscripció.

### Autor de la inscripció
El tema de la inscripció més sota discussió és el de la seva autoria. Associats a Xantos s’han identificat diversos governants de la dinastia lícia gràcies a la numismàtica, però la seva successió no està clara. Aquesta dinastia seria la protagonista de l’estela, però no hi ha consens respecte a qui exactament la va encarregar, ja que les seccions dels noms han quedat degradades pel temps.

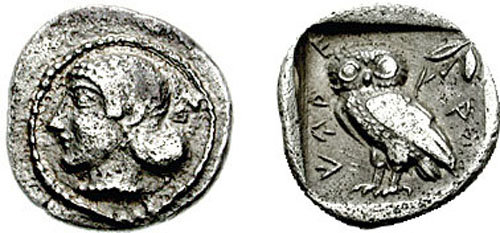
Monedes atribuïdes a Kheriga.

El nom del dinasta que encarregà la inscripció en lici (a.1-2) ha quedat tallat, la qual cosa dona com a possibilitat tant a Xerigues com a Xerei. Els punts habituals inclouen comparar la mesura de l’espai amb la quantitat de lletres de cada nom, l'aparent implicació de relació familiar entre l’autor i Xerigues (a.2) i la restitució de l'hel·lenització del nom de Xerigues en el text grec com a autor (c.24), entre altres. També hi ha la posició que s’ha de reconsiderar les datacions de les diverses inscripcions, que, per tant, tindrien diferents autors.